# Grande Madre

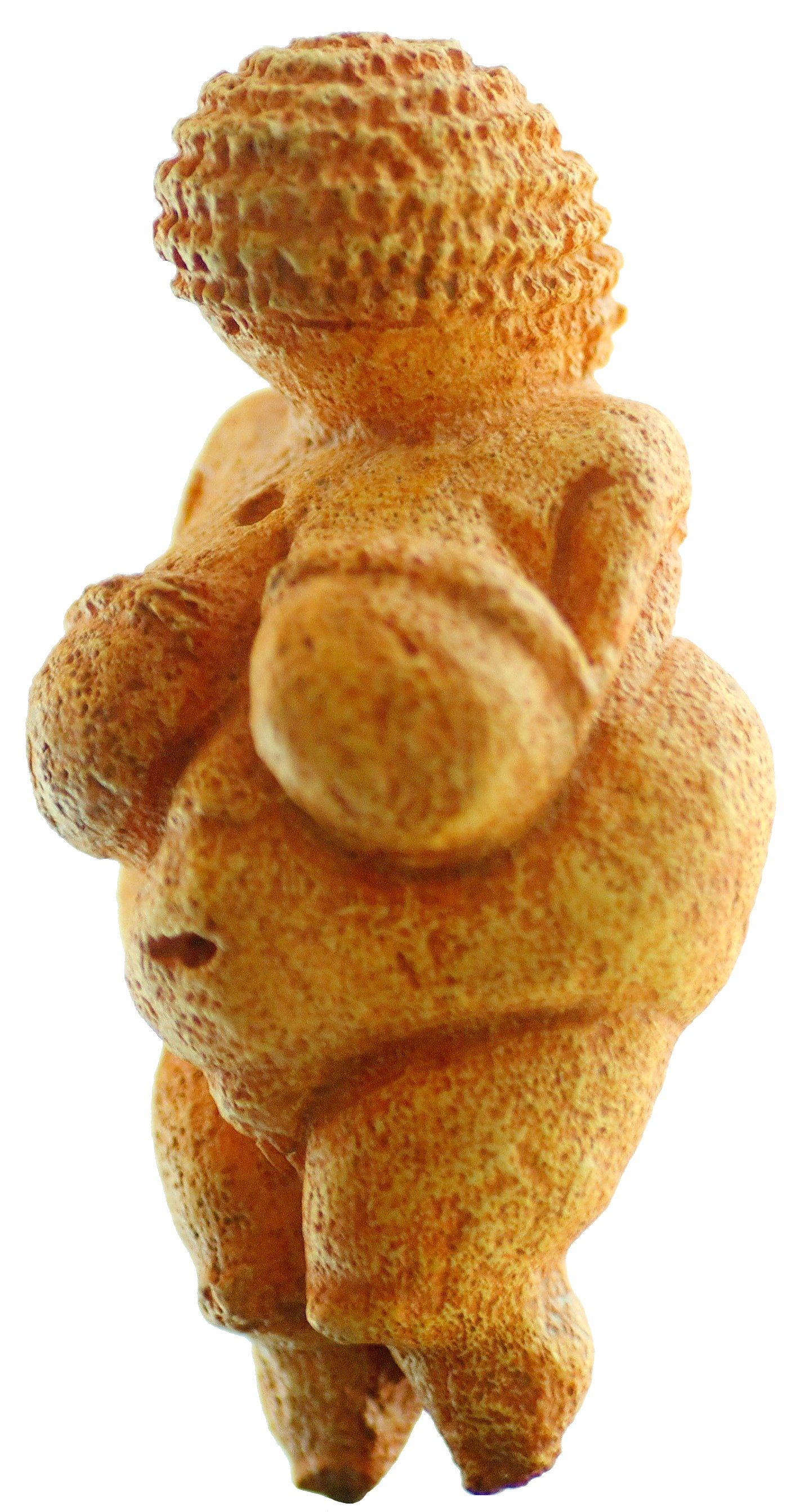
Venere di Willendorf (Austria, circa XXII millennio a.C.)

La Grande Madre, anche Grande Dea, o Dea Madre, è una divinità femminile primordiale, rinvenibile in forme molto diversificate in una vasta gamma di culture, civiltà e popolazioni di varie aree del mondo a partire dalla preistoria, sia nel periodo paleolitico, sia in quello neolitico.
La sua figura, che rimanda al simbolismo materno della creatività, della nascita, della fertilità, della sessualità, del nutrimento e della crescita, era conosciuta ad esempio come Ninhursag, Cibele, Gaia, Rea, Demetra.
Queste divinità, connesse al culto della Madre Terra, esprimevano l'interminabile ciclo di nascita-sviluppo-maturità-declino-morte-rigenerazione che caratterizzava sia le vite umane, sia i cicli naturali e cosmici.
Esse però, essendo appartenenti all'immaginario archetipico delle popolazioni matriarcali, secondo l'ideologo russo Dugin non andrebbero confuse con quelle dell'immaginario patriarcale di popolazioni indoeuropee giunte successivamente, legate piuttosto al mito della Vergine celeste, ma con cui di fatto si mescolarono, come Ashtoreth dei Fenici, Ishtar in Mesopotamia, Astarte presso i Semiti, Atar in Arabia, Hathor presso gli Egizi, Afrodite tra i Greci e i Romani, ed altre ancora.
In tale figura composita, dopo che vi fu confluito appunto il mito della Grande Vergine, vengono ricondotte non solo le cosiddette Veneri dell'età della pietra, ma anche la Vergine Maria. Nella mitologia andina è conosciuta come Pachamama, tra gli aborigeni australiani come Kunapipi.

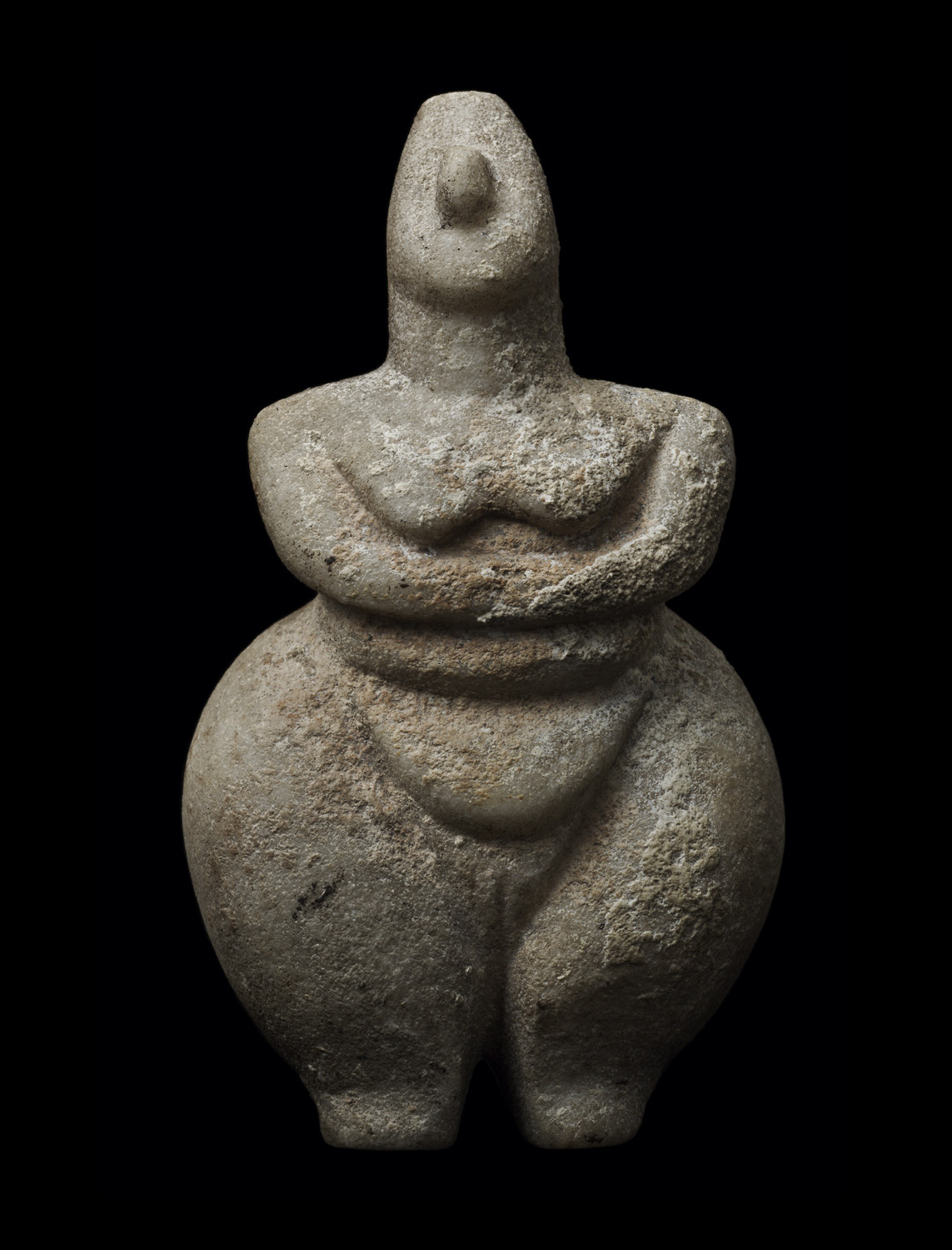
Grande Dea Madre (Collezione Mainetti, New York)

## Prospettive antropologiche
(Jean Varenne, Le Tantrisme, ed. Sugar, 1997)

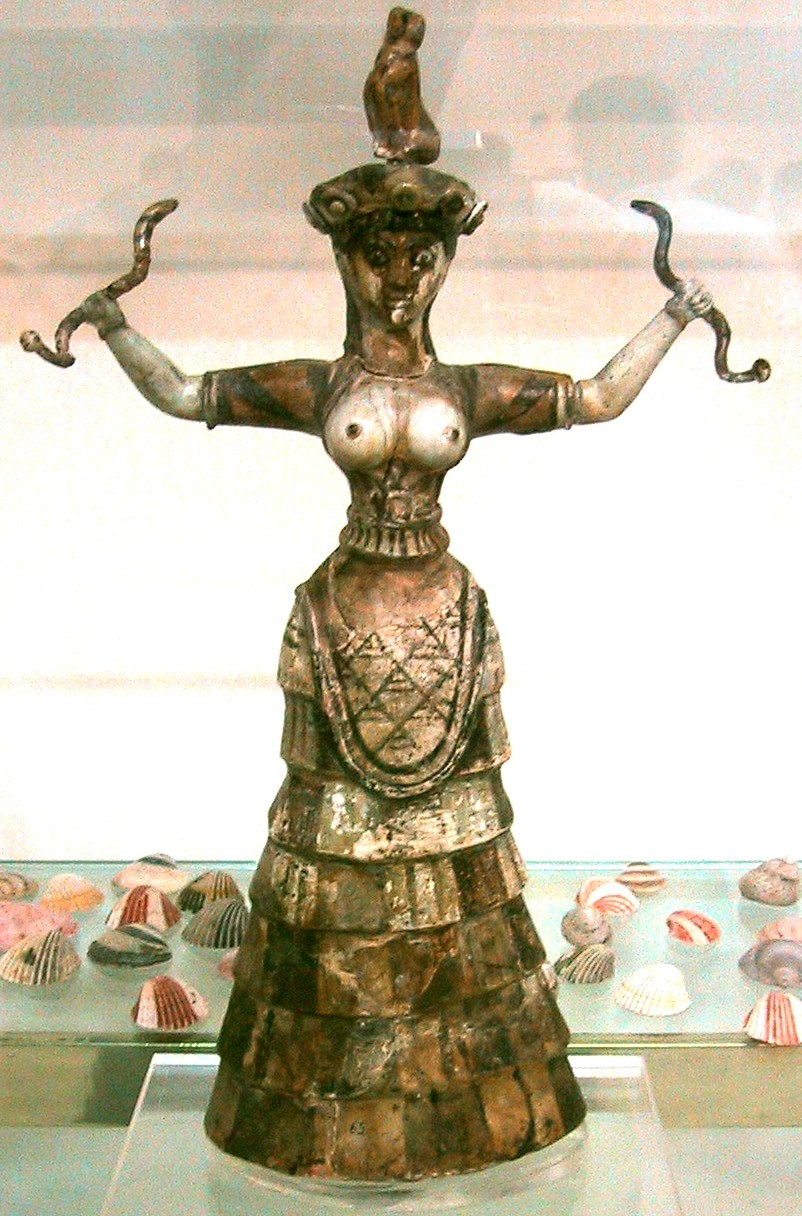
La dea dei serpenti (Creta, II millennio a.C.)

Il culto della Grande Madre risale al Neolitico e forse addirittura al Paleolitico, se si leggono in questo senso le numerose figure femminili steatopigie (cosiddette veneri paleolitiche) ritrovate in tutta Europa, di cui non si conosce il nome.

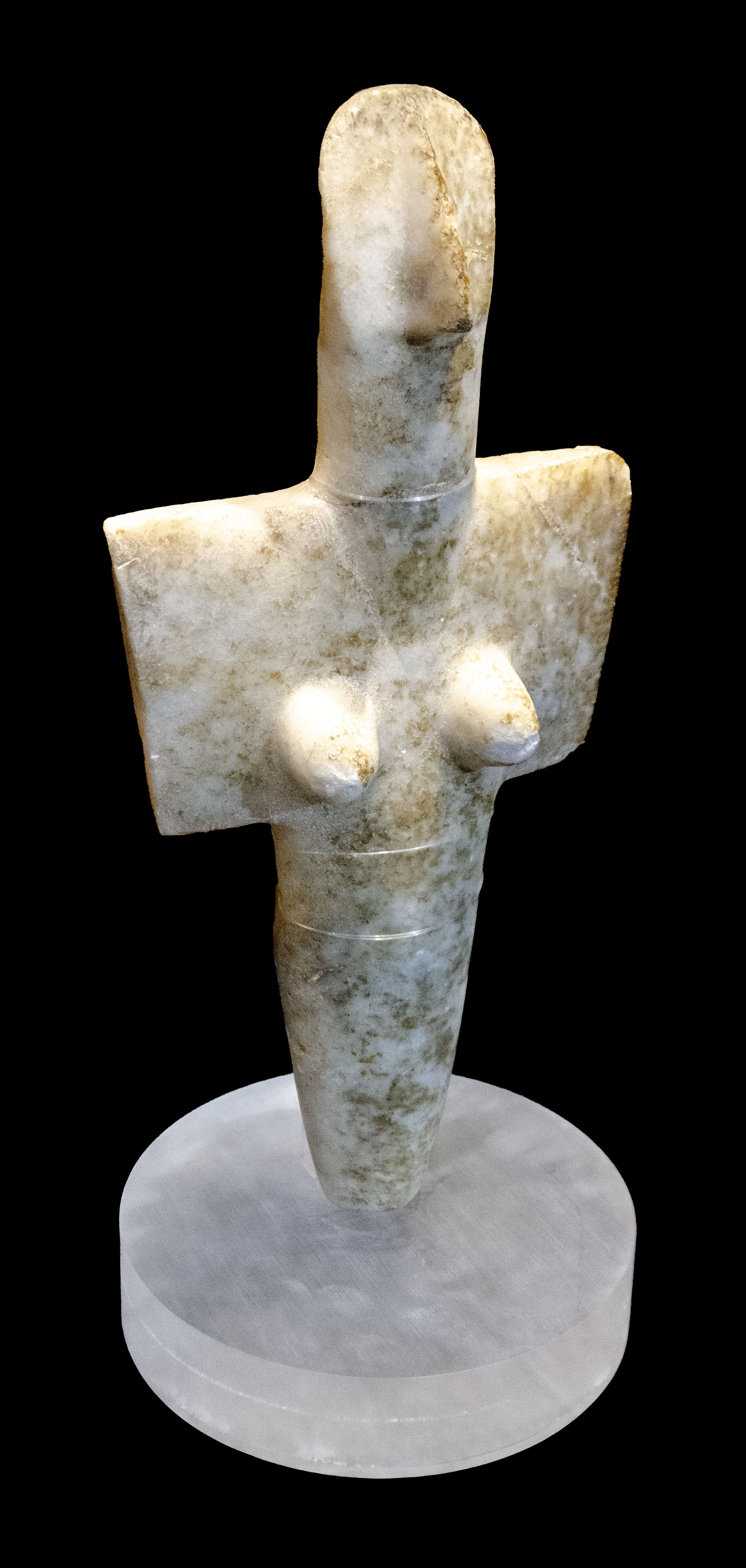
Dea Madre di Turriga (Sardegna, IV millennio a.C.)

L'intreccio fra mitologia e cosmologia che caratterizza tale figura riguarda un periodo molto esteso che, almeno in Europa, va dal 35.000 a.C. al 3.000 a.C. circa, permanendo in talune aree del Mediterraneo come Creta fino al II millennio a.C. inoltrato.
Trattandosi del resto di un principio dalla valenza universale, non c'è civiltà della storia umana che non abbia attribuito alla maternità una sua qualità divina.
L'antropologo James Frazer, autore de Il ramo d'oro, ha sostenuto come ogni forma di culto incentrato su queste numerose tipologie di Dea Madre, in Europa e nell'area dell'Egeo, avesse avuto origine nelle società matriarcali pre-indo-neolitiche europee, e quindi che vi fosse una sostanziale equivalenza fra queste dee adorate in luoghi e tempi diversi.
La tesi che le varie divinità femminili adattabili alla concezione antropologica moderna di Dea Madre fossero intercambiabili, utile in ogni caso in ambito mitografico, è stata oggetto di dibattito da parte di autori come Robert Graves, Johann Jakob Bachofen, Joseph Campbell, Jane Ellen Harrison, Marija Gimbutas, Walter Burkert, ed altri.
Figure accostabili alla Grande Madre sono rinvenibili ad esempio in:
- Ninhursag, nell'area mesopotamica (V millennio a.C.);[20]
- Ashtoreth,[21] in Fenicia;[22]
- Cibele, nell'area anatolica (II millennio a.C.);[20]
- Gea e Rea nell'area greca;[20]
- Mater Matuta nell'area etrusca;[20]
- Bona Dea o Magna Mater nell'area romana.[20]

## Connotazioni della Grande Madre

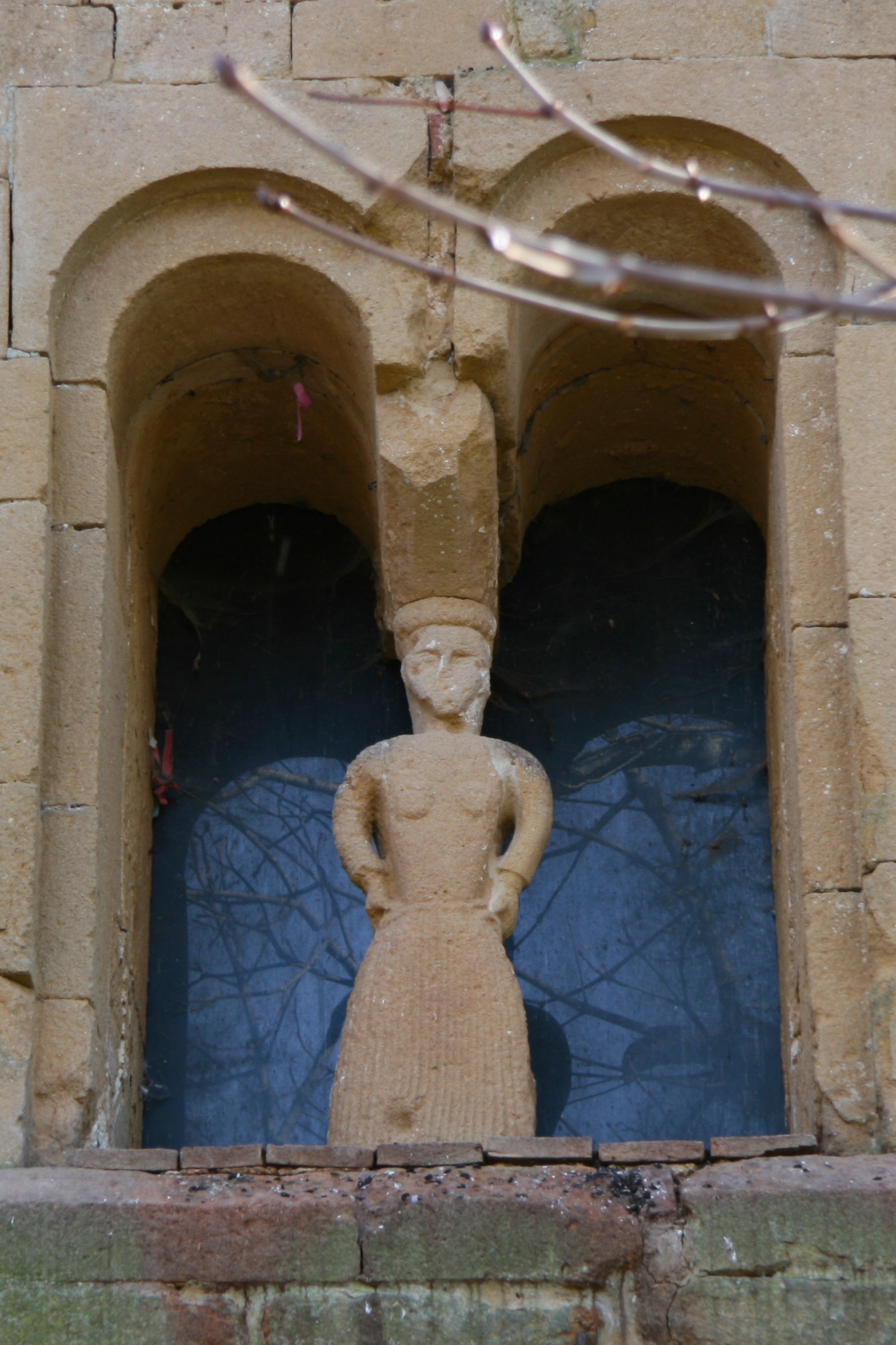
Madonna scolpita nella Pieve dei Santi Vito e Modesto a Corsignano, probabile retaggio di antichi culti della Grande Madre risalenti a Iside.

Nel corso del tempo, alle personificazioni della Grande Madre vennero attribuite connotazioni e mansioni diverse, per esempio Ishtar, Astarte, Afrodite Pandèmia, Venere sovrintendevano all'amore sensuale, Ecate triforme (come tre sono le fasi della vita) alla fecondità delle donne, Demetra/Cerere e Persefone/Proserpina alla fertilità dei campi, Kubaba, Cibele, quindi Artemide-Diana alla caccia, Era come genitrice di tutti gli esseri.
In civiltà particolarmente stratificate come quelle europee, mesopotamiche e indiane, l'evoluzione della Grande Madre produsse anche una moltitudine di sincretismi fra divinità antiche e innovative, come è attestato da mitografi e poeti antichi nella «parentela mitologica» per la quale, ad esempio, Ecate è figlia di Gea; Demetra è figlia di Rea.
Nel V secolo a.C. lo storico greco Erodoto stabiliva un parallelismo tra l'egiziana Iside e le dee Demetra-Persefone.
Tali culti dal forte carattere sincretico si sarebbero protratti fino ai nostri giorni: si pensi al significato delle Madonne Nere venerate pressappoco in tutta Europa.
Una variante della Grande Madre nell'estremo occidente è, secondo Robert Graves, la Dea Bianca della mitologia celtica, colei che a Samotracia si chiamava Leucotea e proteggeva i marinai nei naufragi. Sarebbe questo un segno di un'antichissima circolazione mitologica negli spazi euromediterranei, e forse anche di stratificazioni etniche a tutt'oggi solo intraviste e ancora da chiarire.
Spesso nelle mitologie mondiali ricorre un continuo riferimento al legame fra il regno della madre (terra) e il regno del padre (cielo).
Si tratta di una dualità in cui ognuna delle due polarità rimanda indissolubilmente all'altra. La sinergia immanente è iscritta nella simbologia dell'uovo, che rimanda al mistero latente e potenziale della trasformazione antecedente l'essere. Anche talune figure di divinità maschili, Kronos/Saturno e Hermes/Mercurio, posseggono rappresentazioni androgine o ermafrodite che evidenziano il connubio tra uomini e donne, dei e dee, cielo e terra. 
Col tempo, la simbologia degli dei del cielo si sovrappose a quella delle dee della terra, che pur venendo sempre più marginalizzata, continuò ad informare di sé le creazioni artistiche e le nuove forme di religiosità, alimentando la nostalgia sia per il mondo arcaico della Dea Madre, sia per il tempo in cui i Signori maschili delle volte celesti guidavano le migrazioni dei popoli delle steppe.

## Significati e simbologia
La simbologia della Grande Madre rimanda alla fertilità della terra, talora identificata con il suo stesso corpo, o quantomeno ritenuta l'ambito di sua pertinenza. In tal senso essa funge da mediatrice col divino celeste, perché fornisce alle idee archetipe spirituali la sostanza con cui potersi materializzare.
Da questa natura conciliatrice deriva la valenza dualistica della Grande Madre, che risulta collegata non solo con le forze telluriche, ma anche con la Luna, la quale con i suoi influssi presiede alla crescita delle piante e quindi regola il lavoro agricolo dei campi. Il simbolismo lunare, tipicamente femminile, la rendeva così associata all'acqua, quindi al mare, all'alternanza delle maree, oltre alla notte, all'inconscio, ed a tutte le forme assimilabili al grembo materno, come il vaso, l'ampolla, il calderone, la caverna, il mondo infero, l'uovo primordiale cosmogonico.
Essendo tale, secondo Neumann, «la Grande Madre è la signora del tempo, in quanto signora della crescita, ed è quindi anche una dea lunare, poiché la Luna e il cielo notturno sono le manifestazioni evidenti e visibili della temporalità del cosmo, ed è la Luna, non il Sole, l'autentico cronometro dell'era primordiale. La qualità temporale, così come l'elemento acqua, vanno ascritti al Femminile, la cui natura fluente diviene evidente simbolo del flusso del tempo».
La Luna, in particolare, poteva rappresentare tre aspetti diversi della stessa Dea, in relazione alle sue fasi: quello di una giovane o della primavera, dopo la luna nuova; quello di una donna matura o dell'estate, corrispondente alla luna piena; e di una vecchia megera o befana, corrispondente all'autunno-inverno ed alla luna calante.

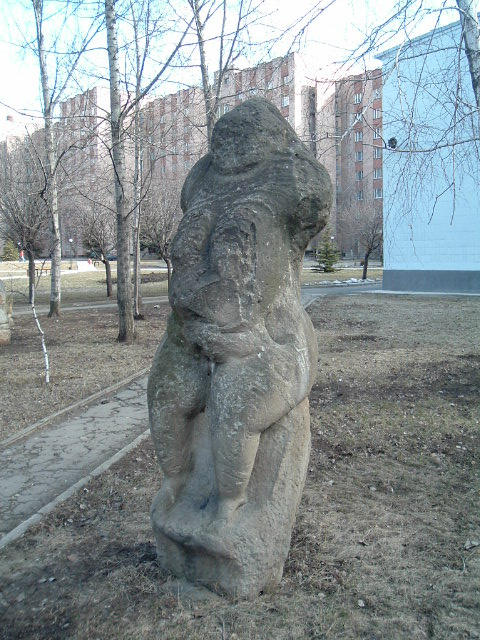
Lugansk, Ucraina (datazione ignota)

Altri simboli astrologici della Grande Madre rimandavano al pianeta Venere e al segno zodiacale del Toro che ne è il domicilio notturno, la cui energia, particolarmente legata al significato della terra, dell'agricoltura e della fertilità, connotava l'atmosfera materna e protettiva di maggio, dedicato dagli antichi Romani a Maia.
L'universo cultuale della Grande Madre possedeva anche, in molti contesti culturali, figure maschili, inizialmente descritte come figure plurime o collettive (come i Dattili di Samotracia).
L'evoluzione di tali figure e la loro progressiva personificazione individuale sembrano confermare l'idea di un'origine matriarcale delle civiltà agricole, visibile nell'appellativo di «figlio della dea» che viene attribuito a talune divinità maschili particolarmente legate alla terra (come Dioniso).
Successivamente, le divinità maschili compaiono come partner della Dea. Il compagno della Grande Dea, in particolare, era un protagonista dei riti delle nozze sacre (hieros gamos), collegati al ciclo della vegetazione per assicurare la fertilità della terra, e quindi in genere celebrati in primavera.

### L'attributo del grano e del vino
Tra gli attributi della Grande Madre predomina la presenza di spighe di grano, oltre a elementi come fiaccole e serpenti, che rimandano al ciclo naturale vita-morte-rinascita, simboleggiato dalla Luna sin da tempi antichissimi.
Come il grano era destinato ad essere sepolto nella terra per poter germogliare in primavera, così la Grande Dea, quale si ritrova nel mito di Cerere e Proserpina, sarebbe dovuta morire come vergine per diventare madre. Il grano poteva allora essere assimilato al Figlio da lei generato, come avveniva nei misteri eleusini durante l'iniziazione da parte dello ierofante.
Nelle feste e nei misteri in onore del gruppo Demetra/Cerere - Persefone/Proserpina, il culto della Dea Madre segnava così il volgere delle stagioni, ma anche la richiesta universale degli esseri umani di poter rinascere proprio come il seme risorge dalla terra.
Un altro attributo era quello dell'uva e del vino, proprio della Dea della Vite venerata dai Sumeri, dai popoli dell'Asia minore, e soprattutto a Creta, dove divenne una personificazione classica della Grande Madre collegata al toro. Il ciclo della vendemmia era infatti ulteriore simbolo di quello vita-morte-rinascita.

### Prefigurazione della Vergine cristiana
Con l'avvento del cristianesimo il culto della Grande Madre si sarebbe perpetuato nella venerazione della Vergine Maria, la cui immagine iconografica col Bambino in braccio ricordava quella di Iside col neonato Horus.

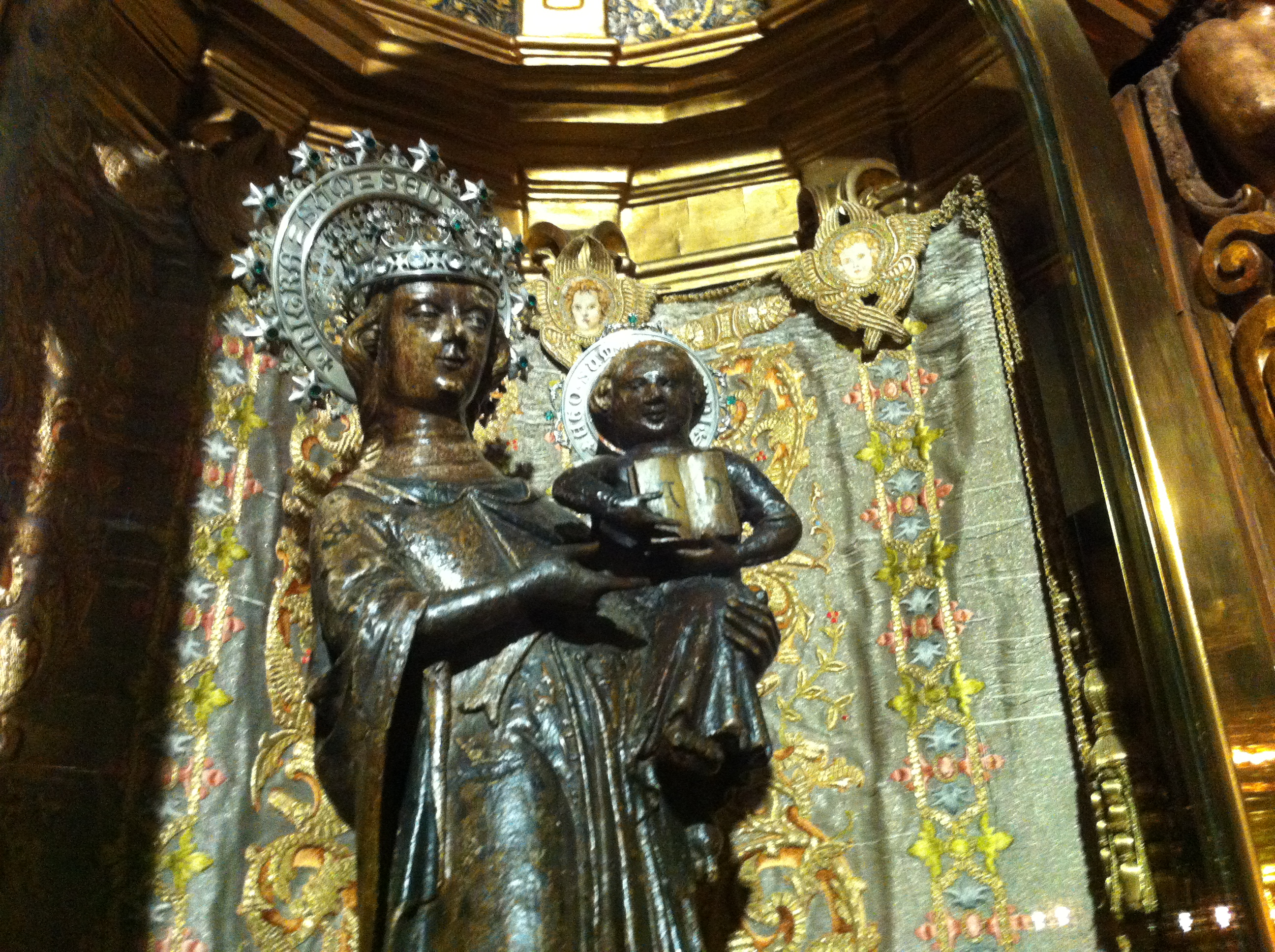
Una delle tante Madonne nere che sin dal Medioevo apparvero sul continente europeo.

Un'analoga figura della Bibbia in cui si poteva rinvenire quella della Grande Madre era stata d'altronde Eva, quale progenenitrice universale del genere umano.
Dopo che il principio materno era stato assimilato a Sophia dallo gnosticismo, nei primi secoli del Medioevo i teologi cristiani giunsero a parlare di «prefigurazione della Vergine» per designare quelle immagini sacre femminili venerate dai pagani già in epoca pre-cristiana, come ad esempio la scultura di madre partoriente scoperta in Gallia dai missionari cristiani.
La natività di Maria nel mese di settembre, corrispondente al segno zodiacale della Vergine, si accompagnò in particolare all'associazione col Toro nel mese di maggio a lei dedicato. Una sua rappresentazione ricorrente la ritraeva con i piedi poggianti su un serpente oppure su una falce di Luna, mentre in filosofia gli esponenti della scuola di Chartres, santuario medievale dedicato a Maria, ripresero nella loro concezione della natura i tratti immanenti di una Grande Madre che si fa anima del mondo.
La stessa Chiesa cattolica viene assimilata a una madre, che a immagine della Madonna si prende cura dei fedeli.

## Cultura e psicologia
(Johann Wolfgang von Goethe, Faust, II, 2)

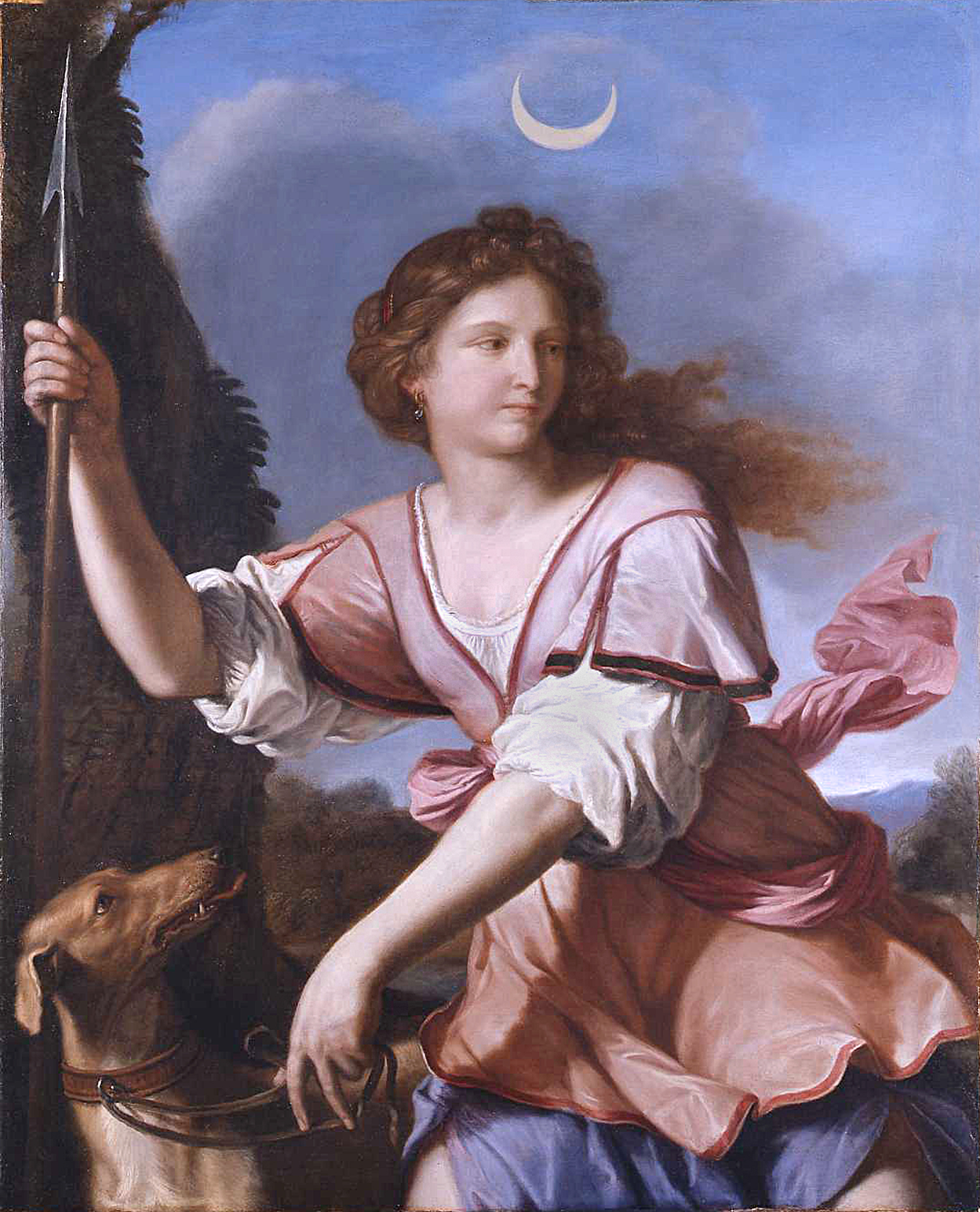
La dea Diana associata alla Luna (opera del Guercino, 1658)

- L'archetipo della Grande Madre riappare non di rado nelle opere creative della tradizione occidentale: dalla figura di Medea, che ha attraversato i secoli da Euripide a Pasolini, alla Regina della Notte del Flauto Magico di Mozart, a certe battute e immagini del cinema di Woody Allen.
- In una scena della seconda parte del Faust, ispirata ad un passo della Vita di Marcello di Plutarco,[65] Goethe descrive un «regno delle Madri» come un luogo sotterraneo in cui viene generato tutto ciò che appare nel mondo fisico e terreno, nel quale si trova cioè la matrice spirituale dei consueti oggetti sensibili.[66] La stessa opera si chiude con un richiamo del Coro Mistico all'«eterno femminile» quale metafora dell'anima che fa da mediatrice verso lo spirito paterno.[67]
- Nella psicologia di Jung la Grande Madre è una delle potenze numinose dell'inconscio, un archetipo di grande ed ambivalente potenza, nello stesso tempo distruttrice e salvatrice, nutrice e divoratrice.[68]
- Nell'opera di Erich Neumann,[69] che più di tutti gli allievi di Jung dedicò i propri studi ai vari aspetti del femminile, l'archetipo della Grande Madre (tendenzialmente conservativo e nemico della differenziazione) è il principale ostacolo allo sviluppo del Sé individuale, che per evolvere nelle proprie capacità di separazione e di autoaffermazione deve riuscire ad approdare ad una coscienza solare sacrificando quella lunare materna, la quale d'altra parte possiede il potere magico per operare una tale trasformazione.[70]